# Torneo de Halle 2017
El Gerry Weber Open 2017 fue un torneo de tenis jugado en césped al aire libre. Esta fue la 25.ª edición del Gerry Weber Open, y forma parte de la gira mundial ATP World Tour 2017 en la categoría ATP 500 series. Se llevó a cabo en Halle, Alemania, del 19 de junio al 25 de junio de 2017.

## Distribución de puntos
| Modalidad            | Campeón | Finalista | Semifinales | Cuartos de final | 2.ª ronda | 1.ª ronda | Clasificados | 2.ª ronda de clasificación | 1.ª ronda de clasificación |
| Individual masculino | 500     | 330       | 200         | 100              | 50        | 0         | 25           | 13                         | 0                          |
| Dobles masculino     | 500     | 300       | 180         | 90               | –         | –         | 45           | 25                         | 0                          |

## Cabezas de serie

### Individual masculino
| Tenista          | Ranking | Preclasificado |
| Roger Federer    | 5       | 1              |
| Dominic Thiem    | 8       | 2              |
| Kei Nishikori    | 9       | 3              |
| Alexander Zverev | 10      | 4              |
| Gaël Monfils     | 15      | 5              |
| Lucas Pouille    | 16      | 6              |
| Roberto Bautista | 19      | 7              |
| Albert Ramos     | 22      | 8              |

- Ranking del 12 de junio de 2017

### Dobles masculino
| Tenista                            | Ranking | Preclasificado |
| Łukasz Kubot Marcelo Melo          | 14      | 1              |
| Raven Klaasen Rajeev Ram           | 25      | 2              |
| Jean-Julien Rojer Horia Tecău      | 43      | 3              |
| Florin Mergea Aisam-ul-Haq Qureshi | 64      | 4              |

## Campeones

### Individual masculino
Roger Federer venció a  Alexander Zverev por 6-1, 6-3

### Dobles masculino
Łukasz Kubot /  Marcelo Melo vencieron a  Alexander Zverev /  Mischa Zverev por 5-7, 6-3, [10-8]